# Mason (Tennessee)
Mason és una població dels Estats Units a l'estat de Tennessee. Segons el cens del 2000 tenia 1.089 habitants.

## Demografia
Segons el cens del 2000, Mason tenia 1.089 habitants, 210 habitatges, i 153 famílies. La densitat de població era de 328,5 habitants/km².
Dels 210 habitatges en un 41,9% hi vivien nens de menys de 18 anys, en un 41% hi vivien parelles casades, en un 22,9% dones solteres, i en un 26,7% no eren unitats familiars. En el 23,8% dels habitatges hi vivien persones soles el 10,5% de les quals corresponia a persones de 65 anys o més que vivien soles. El nombre mitjà de persones vivint en cada habitatge era de 2,68 i el nombre mitjà de persones que vivien en cada família era de 3,12.
Per edats la població es repartia de la següent manera: un 16,1% tenia menys de 18 anys, un 16,6% entre 18 i 24, un 49,2% entre 25 i 44, un 12% de 45 a 60 i un 6,1% 65 anys o més.
L'edat mediana era de 31 anys. Per cada 100 dones de 18 o més anys hi havia 327,1 homes.
La renda mediana per habitatge era de 32.404 $ i la renda mediana per família de 40.139 $. Els homes tenien una renda mediana de 31.827 $ mentre que les dones 25.938 $. La renda per capita de la població era de 15.643 $. Entorn del 9,5% de les famílies i el 13,4% de la població estaven per davall del llindar de pobresa.

## Poblacions més properes
El següent diagrama mostra les poblacions més properes.